# Rothschildia prionia
Rothschildia prionia är en fjärilsart som beskrevs av Rothschild 1907. Rothschildia prionia ingår i släktet Rothschildia och familjen påfågelsspinnare. Inga underarter finns listade.